# Morti nel 1742
| Questa pagina contiene informazioni ricavate automaticamente dalle voci biografiche con l'ausilio del template Bio e di un bot. L'aggiornamento è periodico e automatico e ricostruisce completamente la pagina. Se manca una persona in questa lista, sei pregato di non aggiungerla, ma accertati piuttosto che la sua voce biografica contenga il template Bio e che i dati anagrafici siano correttamente compilati. Se il template Bio manca, inseriscilo tu stesso o, in alternativa, metti l'avviso {{tmp\|Bio}} che ne segnala la mancanza. Se i dati riportati sono sbagliati, correggi direttamente la voce biografica; le modifiche saranno visibili in questa lista entro pochi giorni. Per chiarimenti vedi il progetto biografie. La lista contiene solo le 101 persone che sono citate nell'enciclopedia e per le quali è stato implementato correttamente il template Bio. Pagina aggiornata al 2 lug 2025. |

## Gennaio(11)
- 1º gennaio - Peregrine Bertie, II duca di Ancaster e Kesteven, nobile e militare britannico (n. 1686)
- 4 gennaio - Hillebrand van der Aa, pittore e illustratore olandese
- 7 gennaio - James Graham, I duca di Montrose, politico scozzese (n. 1682)
- 8 gennaio - Johann Christoph von Naumann, ingegnere, architetto e militare tedesco (n. 1644)
- 9 gennaio - Tommaso Cervioni, arcivescovo cattolico e teologo italiano (n. 1672)
- 14 gennaio - Edmond Halley, astronomo, matematico e fisico inglese (n. 1656)
- 15 gennaio - Diana de Vere, nobildonna inglese (n. 1679)
- 16 gennaio - Edelberto dalla Nave, architetto italiano (n. 1681)
- 22 gennaio - Fulgenzio Bellelli, religioso italiano (n. 1675)
- 23 gennaio - Armand Claude Mollet, architetto francese (n. 1660)
- 24 gennaio - Benedikt Anton Aufschnaiter, compositore austriaco (n. 1665)

## Febbraio(5)
- 8 febbraio - Philipp Ludwig Wenzel von Sinzendorf, nobile, politico e diplomatico austriaco (n. 1671)
- 10 febbraio - Giacomo Antonio Mannini, pittore italiano (n. 1646)
- 20 febbraio - Marcellino Corio, cardinale italiano (n. 1664)
- 26 febbraio - Charles Hope, I conte di Hopetoun, nobile scozzese (n. 1681)
- 28 febbraio - Willem 's Gravesande, filosofo, fisico e matematico olandese (n. 1688)

## Marzo(5)
- 2 marzo - Moses Williams, antiquario e religioso gallese (n. 1685)
- 12 marzo - Angelo Carasale, architetto e impresario teatrale italiano
- 18 marzo - Domenico Taglialatela, vescovo cattolico italiano (n. 1666)
- 23 marzo - Jean-Baptiste Dubos, filosofo e storico francese (n. 1670)
- 24 marzo - Pierre Sabatier, letterato francese (n. 1682)

## Aprile(6)
- 10 aprile - Guglielmina Amalia di Brunswick-Lüneburg (n. 1673)
- 13 aprile - Giovanni Veneziano, compositore italiano (n. 1683)
- 16 aprile - Stefano Benedetto Pallavicino, poeta e librettista italiano (n. 1672)
- 17 aprile - Arvid Horn, diplomatico svedese (n. 1664)
- 23 aprile - Jacques Gabriel, architetto francese (n. 1667)
- 30 aprile - Johann Kaspar II Cobenzl, nobile austriaco (n. 1664)

## Maggio(6)
- 1º maggio - Jacques-Guillaume Van Blarenberghe, pittore francese (n. 1691)
- 5 maggio - Elisabetta Pilotti Schiavonetti, soprano italiano
- 12 maggio - Francesco Maurizio Gonteri, arcivescovo cattolico e politico italiano (n. 1659)
- 13 maggio - Nicolas Andry, medico e letterato francese (n. 1658)
- 13 maggio - Youssef Boutros Dergham El Khazen, patriarca cattolico libanese
- 14 maggio - Dominique Marie Varlet, vescovo cattolico francese (n. 1678)

## Giugno(7)
- 2 giugno - Giuseppe Appiani, cantante castrato italiano (n. 1712)
- 9 giugno - Simone Brentana, pittore italiano (n. 1656)
- 16 giugno - Luisa Elisabetta di Borbone-Orléans, sovrana spagnola (n. 1709)
- 18 giugno - John Aislabie, politico inglese (n. 1670)
- 21 giugno - Johannes Steuchius, arcivescovo luterano svedese (n. 1676)
- 28 giugno - Pascasio Giannetti, filosofo italiano (n. 1661)
- 29 giugno - Joseph Emanuel Fischer von Erlach, architetto austriaco (n. 1693)

## Luglio(9)
- 1º luglio - Jacopo Guglielmi, compositore italiano (n. 1681)
- 1º luglio - Bohuslav Matěj Černohorský, francescano e compositore ceco (n. 1684)
- 4 luglio - Luigi Guido Grandi, matematico e filosofo italiano (n. 1671)
- 5 luglio - Edward Thompson, politico inglese (n. 1697)
- 12 luglio - Evaristo Felice Dall'Abaco, compositore e violoncellista italiano (n. 1675)
- 14 luglio - Richard Bentley, filologo classico, teologo e critico letterario inglese (n. 1662)
- 18 luglio - Abraham Sharp, matematico e astronomo inglese (n. 1653)
- 22 luglio - Andrea Adami da Bolsena, cantore italiano (n. 1663)
- 23 luglio - Susanna Wesley, religiosa britannica (n. 1669)

## Agosto(3)
- 17 agosto - Domenico Maria Muratori, pittore italiano (n. 1661)
- 19 agosto - Giovanni Paolo Torti Rogadei, abate e vescovo cattolico italiano (n. 1668)
- 25 agosto - Carlos Seixas, compositore e organista portoghese (n. 1704)

## Settembre(6)
- 3 settembre - Francesco Bianchi, architetto italiano (n. 1682)
- 4 settembre - Sofia Albertina di Erbach-Erbach, contessa tedesca (n. 1683)
- 18 settembre - Vincenzo Ludovico Gotti, cardinale e teologo italiano (n. 1664)
- 22 settembre - Frederic Louis Norden, ufficiale e esploratore danese (n. 1708)
- 24 settembre - Johann Matthias Hase, matematico e cartografo tedesco (n. 1684)
- 28 settembre - Jean-Baptiste Massillon, predicatore e vescovo cattolico francese (n. 1663)

## Ottobre(3)
- 19 ottobre - Louis Dorigny, pittore francese (n. 1654)
- 30 ottobre - Maddalena Guglielmina di Württemberg, nobildonna (n. 1677)
- 31 ottobre - Ki no Kaion, drammaturgo giapponese (n. 1663)

## Novembre(11)
- 4 novembre - Aleksej Michajlovič Čerkasskij, nobile e politico russo (n. 1680)
- 6 novembre - Martin Frantz, architetto estone (n. 1679)
- 7 novembre - Giovanni Augusto di Anhalt-Zerbst, nobile tedesco (n. 1677)
- 7 novembre - Aloys Thomas Raimund von Harrach, politico e diplomatico austriaco (n. 1669)
- 11 novembre - Stafford Fairborne, ammiraglio inglese (n. 1666)
- 12 novembre - Friedrich Hoffmann, medico tedesco (n. 1660)
- 12 novembre - Bernhard Otto von Rehbinder, generale svedese (n. 1662)
- 15 novembre - Fabio di Colloredo, arcivescovo cattolico italiano (n. 1672)
- 29 novembre - Francesco Antonio Fasani, religioso, presbitero e santo italiano (n. 1681)
- 30 novembre - Jean-Baptiste Bassand, medico francese (n. 1680)
- 30 novembre - George Shelvocke, corsaro inglese (n. 1675)

## Dicembre(10)
- 3 dicembre - Claude Aubriet, illustratore francese (n. 1651)
- 8 dicembre - Filippo Carlo Spada, arcivescovo cattolico e patriarca cattolico italiano (n. 1670)
- 9 dicembre - Tiberio Carafa, militare e letterato italiano (n. 1669)
- 9 dicembre - Carlo Vincenzo Maria Ferrero Thaon, cardinale e vescovo cattolico italiano (n. 1682)
- 9 dicembre - Giovanni Minotto Ottoboni, arcivescovo cattolico italiano (n. 1675)
- 19 dicembre - Domenico Parodi, pittore e scultore italiano (n. 1672)
- 20 dicembre - Pietro Sernicola, scultore italiano (n. 1672)
- 23 dicembre - Carlo Gaetano Stampa, cardinale e arcivescovo cattolico italiano (n. 1667)
- 31 dicembre - Louis Bourguet, geologo e archeologo svizzero (n. 1678)
- 31 dicembre - Carlo III Filippo del Palatinato, nobile (n. 1661)

## Senza giorno specificato(19)
- Michele Albertini, cantante castrato italiano (n. 1683)
- Eleazar Albin, naturalista e pittore inglese (n. 1680)
- Eustachio Berthoud de Malines, politico italiano (n. 1693)
- Thomas Dover, medico e corsaro britannico (n. 1660)
- Henry Eccles, compositore e violinista inglese (n. 1670)
- Giovan Battista Fagiuoli, scrittore, poeta e drammaturgo italiano (n. 1660)
- Franz Ignaz Flurer, pittore austriaco (n. 1688)
- Niccolò Gabburri, storico dell'arte italiano (n. 1676)
- Matteo Goffriller, liutaio italiano (n. 1659)
- Guillielmus de Groff, scultore e ebanista fiammingo (n. 1680)
- Giovanni Mossi, compositore e violinista italiano (n. 1680)
- Giacomo Muttone, architetto italiano (n. 1660)
- Gilles Marie Oppenordt, architetto e decoratore francese (n. 1672)
- Angiolo Rosis, pittore italiano (n. 1670)
- Pietro Sardi, mercante italiano (n. 1666)
- Clemente Spera, pittore italiano (n. 1661)
- Thomas Story, predicatore e teologo britannico (n. 1670)
- Caterina de Julianis, scultrice italiana
- Nicolas le Pelley, nobile (n. 1692)